# The Park Estate
The Park Estate er et privat beboelsesområde i den vestlige del af Nottingham midtby, England. Den er kendt for sin viktorianske arkitektur, selvom mange af husene er blevet ombygget, udvidet eller omdannet til lejligheder. The Park Estate bruger gasbelysning, og det er sandsynligvis et af de største netværk i Europa.

## Bygninger
| Navn               | Vej og nummer                | Billede | Opført      | Arkitekt                                        | Noter og refs.                                                                                   |
| ------------------ | ---------------------------- | ------- | ----------- | ----------------------------------------------- | ------------------------------------------------------------------------------------------------ |
|                    | Castle Boulevard, 62         |         | 1895        | Watson Fothergill                               | Grade II listed                                                                                  |
|                    | Castle Boulevard, 64         |         | 1895        | Watson Fothergill                               | Grade II listed                                                                                  |
| Hine House         | Castle Grove, 1              | —       | 1856        | Thomas Chambers Hine                            | Grade II listed                                                                                  |
|                    | Castle Grove, 2              | —       | 1856        | Thomas Chambers Hine                            | Grade II listed                                                                                  |
|                    | Castle Grove, 3              | —       | 1856        | Thomas Chambers Hine                            | Grade II listed                                                                                  |
| Barbican House     | Castle Grove, 4              | —       | 1856        | Thomas Chambers Hine                            |                                                                                                  |
|                    | Castle Grove, 5              | —       | 1856        | Thomas Chambers Hine                            | Grade II listed                                                                                  |
|                    | Castle Grove, 6              | —       |             |                                                 | Se Lenton Road, 1                                                                                |
|                    | Castle Grove, 7              |         | 1856        | Thomas Chambers Hine                            | Grade II listed                                                                                  |
| Hardwick House     | Cavendish Crescent North     | —       |             |                                                 |                                                                                                  |
| Carisbrooke House  | Cavendish Crescent North, 1  | —       | 1870–75     |                                                 |                                                                                                  |
| Cavendish Lodge    | Cavendish Crescent North, 3  |         | 1870–75     |                                                 |                                                                                                  |
|                    | Cavendish Crescent North, 5  | —       | 1882        |                                                 |                                                                                                  |
| Jardine House      | Cavendish Crescent North, 7  |         | 1880–82     |                                                 |                                                                                                  |
| Peverel Tower      | Cavendish Crescent North, 9  |         | 1875        | Thomas Chambers Hine                            | Grade II listed                                                                                  |
|                    | Cavendish Crescent North, 10 |         | c.1880–1890 |                                                 |                                                                                                  |
| Gleadthorpe        | Cavendish Crescent North, 11 | —       | 1890–95     |                                                 |                                                                                                  |
|                    | Cavendish Crescent North, 12 |         | c.1885      |                                                 |                                                                                                  |
| Park House         | Cavendish Crescent North, 14 |         | 1896        |                                                 | Grade II listed                                                                                  |
|                    | Cavendish Crescent North, 15 | —       | 1885        |                                                 | Semi with 17                                                                                     |
|                    | Cavendish Crescent North, 16 |         | c.1885      |                                                 |                                                                                                  |
|                    | Cavendish Crescent North, 17 | —       | 1885        |                                                 | Semi with 15                                                                                     |
|                    | Cavendish Crescent North, 18 |         | c.1885      |                                                 |                                                                                                  |
|                    | Cavendish Crescent North, 19 | —       | 1882        |                                                 |                                                                                                  |
|                    | Cavendish Crescent North, 20 |         | c.1885      |                                                 |                                                                                                  |
|                    | Cavendish Crescent North, 21 | —       |             |                                                 |                                                                                                  |
|                    | Cavendish Crescent North, 22 | —       | c.1885      |                                                 |                                                                                                  |
|                    | Cavendish Crescent North, 23 | —       |             |                                                 |                                                                                                  |
|                    | Cavendish Crescent North, 24 |         | c.1885      |                                                 |                                                                                                  |
| Gladstone Court    | Cavendish Crescent South, 1  |         | 1877        | Thomas Chambers Hine                            | [ 8 ]                                                                                            |
| Kirkstall Lodge    | Cavendish Crescent South, 3  | —       | c1875       | Thomas Chambers Hine?                           |                                                                                                  |
|                    | Cavendish Crescent South, 5  | —       | c1875       |                                                 |                                                                                                  |
|                    | Cavendish Crescent South, 7  | —       | c1875       |                                                 |                                                                                                  |
|                    | Cavendish Crescent South, 9  | —       | c1875       |                                                 |                                                                                                  |
|                    | Cavendish Crescent South, 11 | —       | c1875       | Robert Evans JP                                 |                                                                                                  |
| William House      | Cavendish Crescent South, 13 | —       |             |                                                 | Se South Road, 1                                                                                 |
|                    | Cavendish Crescent South, 15 | —       | 1861        | Thomas Chambers Hine                            | Alterations by Evans, Cartwright and Woollatt in 1960                                            |
|                    | Cavendish Crescent South, 17 | —       | c1870       |                                                 |                                                                                                  |
| Amelia House       | Cavendish Crescent South, 19 | —       | 1861        | Thomas Chambers Hine                            | Built for Anthony Mundella                                                                       |
| Albert Villa       | Cavendish Crescent South, 21 | —       | 1861        | Thomas Chambers Hine                            | Lived in by Richard Allen (publisher) until his death in 1884                                    |
| Holyrood House     | Cavendish Crescent South, 23 | —       | 1876        |                                                 |                                                                                                  |
| Sutherland House   | Cavendish Crescent South, 25 |         | c1876       |                                                 |                                                                                                  |
| Kingston House     | Cavendish Crescent East, 23  | —       | c1890-95    | Thomas Chambers Hine?                           |                                                                                                  |
| Cavendish Court    | Cavendish Road East, 25      |         | 1884–85     | Thomas Chambers Hine                            | [ 8 ]                                                                                            |
| Cavendish Cottage  | Cavendish Road East, 25c     | —       |             |                                                 | Arts and Crafts                                                                                  |
| Bishop's House     | Cavendish Road East, 27      |         | 1883        |                                                 | From 1932, the home of the Roman Catholic Bishop of Nottingham.                                  |
| Gartree            | Cavendish Road East, 29      |         | 1884        |                                                 | [ 8 ]                                                                                            |
|                    | Cavendish Road East, 31      |         | 1884        |                                                 | [ 8 ]                                                                                            |
| Redcliffe          | Cavendish Road East, 33      |         | 1897–98     | Stockdale Harrison                              | For Frank Woodward, Lace Manufacturer                                                            |
| Cavendish House    | Cavendish Road East, 37      | —       | 1881        | Thomas Chambers Hine                            | [ 8 ]                                                                                            |
| Overdale           | Cavendish Road East, 39      |         | 1883        | Thomas Chambers Hine                            | [ 8 ]                                                                                            |
| Elmhurst           | Cavendish Road East, 41      |         | 1883        | Thomas Chambers Hine                            | [ 8 ]                                                                                            |
| Ashley House       | Cavendish Road East, 45      | —       | 1877        | Samuel Dutton Walker                            | [ 8 ]                                                                                            |
|                    | Clare Valley, 1              | —       | c1890       |                                                 |                                                                                                  |
|                    | Clare Valley, 2              | —       | c1890       |                                                 |                                                                                                  |
|                    | Clare Valley, 3              | —       | c1890       |                                                 |                                                                                                  |
|                    | Clare Valley, 4              | —       | c1890       |                                                 |                                                                                                  |
|                    | Clare Valley, 5              | —       | c1890       |                                                 |                                                                                                  |
| Terrace House      | Clifton Terrace              | —       | 1855        | Thomas Chambers Hine                            | [ 9 ]                                                                                            |
|                    | Clifton Terrace, 1           | —       | 1851        | Thomas Chambers Hine                            | [ 8 ]                                                                                            |
|                    | Clifton Terrace, 3           | —       |             |                                                 |                                                                                                  |
| Iveston House      | Clifton Terrace, 4           |         | 1880s       |                                                 |                                                                                                  |
|                    | Clumber Crescent North, 3    | —       |             |                                                 |                                                                                                  |
|                    | Clumber Crescent North, 5    | —       |             |                                                 |                                                                                                  |
|                    | Clumber Crescent North, 7    | —       |             |                                                 | Se North Road, 7                                                                                 |
| Clumber House      | Clumber Crescent North       | —       |             |                                                 |                                                                                                  |
|                    | Clumber Crescent South, 5    |         |             |                                                 |                                                                                                  |
|                    | Clumber Crescent South, 7    |         |             |                                                 |                                                                                                  |
| Westwood           | Clumber Road East, 3         |         | 1910        | Ernest A Sudbury                                | Previously called Cuylerholme.                                                                   |
| Hillside           | Clumber Road East, 5         |         | 1904        | E.M. Lacey.                                     | Now Northwood and Southwood                                                                      |
| Adam House         | Clumber Road East, 7         |         | 1885        | Arthur George Marshall                          | Originally named Brightlands Built for Samuel Bourne.                                            |
| Edale House        | Clumber Road East, 9         |         | 1883        | Thomas Chambers Hine                            | [ 8 ]                                                                                            |
| Penrhyn House      | Clumber Road East, 11        |         | 1879        | Thomas Chambers Hine                            | [ 8 ]                                                                                            |
| Stowe House        | Clumber Road West, 6         |         |             |                                                 |                                                                                                  |
| Holly Lodge        | Clumber Road West            |         |             |                                                 |                                                                                                  |
| Linden House       | Clumber Road West            |         | 1875        | Thomas Chambers Hine                            | [ 8 ]                                                                                            |
|                    | Duke William Mount, 1        |         | 1875        | Thomas Chambers Hine                            | For Horace Arthur Fisher, Lace Manufacturer                                                      |
| Selsoe             | Duke William Mount, 2        | —       | 1887        | Thomas Chambers Hine                            | [ 9 ]                                                                                            |
|                    | Duke William Mount, 3        | —       | 1887        | Thomas Chambers Hine                            | [ 9 ]                                                                                            |
|                    | Fishpond Drive, 4            |         | c1888-90    |                                                 |                                                                                                  |
|                    | Fishpond Drive, 6            |         | c1888-90    |                                                 |                                                                                                  |
|                    | Fishpond Drive, 30           | —       |             |                                                 |                                                                                                  |
|                    | Fishpond Drive, 32           | —       |             |                                                 |                                                                                                  |
|                    | Hamilton Drive, 1            | —       | c1886-90    |                                                 |                                                                                                  |
|                    | Hamilton Drive, 2            | —       | c1886-88    |                                                 |                                                                                                  |
|                    | Hamilton Drive, 3            | —       | c1886-88    |                                                 |                                                                                                  |
|                    | Hamilton Drive, 4            | —       | c1886-88    |                                                 |                                                                                                  |
|                    | Hamilton Drive, 5            | —       | c1886-88    |                                                 |                                                                                                  |
|                    | Hamilton Drive, 6            | —       | c1886-88    |                                                 |                                                                                                  |
|                    | Hamilton Drive, 7            | —       | c1886-88    |                                                 |                                                                                                  |
|                    | Hamilton Drive, 8            | —       | c1886-88    |                                                 |                                                                                                  |
|                    | Hamilton Drive, 9            | —       | c1886-88    |                                                 |                                                                                                  |
|                    | Hamilton Drive, 10           | —       | c1886-88    |                                                 |                                                                                                  |
|                    | Hamilton Drive, 11           | —       | c1886-88    |                                                 |                                                                                                  |
|                    | Hamilton Drive, 24           | —       | c1890       |                                                 |                                                                                                  |
|                    | Holles Crescent, 1           | —       | c1865-70    | Thomas Chambers Hine?                           |                                                                                                  |
|                    | Holles Crescent, 3           | —       | c1865-70    | Thomas Chambers Hine?                           |                                                                                                  |
|                    | Holles Crescent, 5           | —       | c1865-70    | Thomas Chambers Hine?                           |                                                                                                  |
|                    | Hope Drive, 1                | —       | 1880s       | Thomas Chambers Hine                            | Coach House                                                                                      |
|                    | Hope Drive, 2                |         | 1888–89     | Tilskrives Watson Fothergill                    | [ 10 ]                                                                                           |
|                    | Hope Drive, 4                |         | 1888–89     | Tilskrives Watson Fothergill                    | [ 10 ]                                                                                           |
|                    | Hope Drive, 5                |         | 1888–89     | Tilskrives Watson Fothergill                    | [ 10 ]                                                                                           |
|                    | Hope Drive, 6                |         | 1888–89     | Tilskrives Watson Fothergill                    | [ 10 ]                                                                                           |
|                    | Hope Drive, 7                | —       | 1888–89     | Tilskrives Watson Fothergill                    | [ 10 ]                                                                                           |
|                    | Hope Drive, 8                |         | 1888–89     | Tilskrives Watson Fothergill                    | [ 10 ]                                                                                           |
|                    | Hope Drive, 9                | —       | 1888–89     | Tilskrives Watson Fothergill                    | [ 10 ]                                                                                           |
|                    | Hope Drive, 11               | —       | 1888–89     | Tilskrives Watson Fothergill                    | [ 10 ]                                                                                           |
|                    | Hope Drive, 12               |         | c1888-90    |                                                 |                                                                                                  |
|                    | Hope Drive, 13               | —       | 1888–89     | Tilskrives Watson Fothergill                    | [ 10 ]                                                                                           |
|                    | Hope Drive, 14               |         | c1888-90    |                                                 |                                                                                                  |
|                    | Hope Drive, 16               |         | c1888-90    |                                                 |                                                                                                  |
|                    | Hope Drive, 18               |         | c1888-90    |                                                 |                                                                                                  |
|                    | Hope Drive, 20               | —       | c1888-90    |                                                 |                                                                                                  |
|                    | Hope Drive, 22               | —       | c1888-90    |                                                 |                                                                                                  |
|                    | Hope Drive, 24               | —       | c1888-90    |                                                 |                                                                                                  |
|                    | Hope Drive, 26               | —       | c1888-90    |                                                 |                                                                                                  |
| Barton House       | Huntingdon Drive, 1          | —       | c1908       | Lawrence Bright                                 |                                                                                                  |
|                    | Huntingdon Drive, 2          | —       | c1908       | Lawrence Bright                                 |                                                                                                  |
|                    | Huntingdon Drive, 3          |         | 1889        | Watson Fothergill                               | Grade II listed                                                                                  |
|                    | Huntingdon Drive, 4          | —       | 1889        | Watson Fothergill                               | Grade II listed                                                                                  |
|                    | Huntingdon Drive, 5          | —       | c1906-8     | Lawrence Bright                                 |                                                                                                  |
|                    | Huntingdon Drive, 6          | —       | c1906-8     | Lawrence Bright                                 |                                                                                                  |
|                    | Huntingdon Drive, 7          | —       | c1906-8     | Lawrence Bright                                 |                                                                                                  |
|                    | Huntingdon Drive, 8          | —       | c1906-8     | Lawrence Bright                                 |                                                                                                  |
|                    | Huntingdon Drive, 9          | —       | c1906-8     | Lawrence Bright                                 |                                                                                                  |
|                    | Huntingdon Drive, 10         | —       | c1906-8     | Lawrence Bright                                 |                                                                                                  |
| Iveston            | Kenilworth Road, 1           | —       | c1888       |                                                 |                                                                                                  |
| Yew Tree House     | Kenilworth Road, 2           | —       | 1871        | Thomas Chambers Hine                            | [ 8 ]                                                                                            |
| Kenilworth House   | Kenilworth Road, 3           | —       | c1888       |                                                 |                                                                                                  |
| The Chestnuts      | Kenilworth Road, 5           | —       | c1865-70    | Thomas Chambers Hine?                           |                                                                                                  |
|                    | Lenton Avenue, 1             |         | c1870-75    |                                                 |                                                                                                  |
| Cedar House        | Lenton Avenue, 3             |         | c1865-75    |                                                 |                                                                                                  |
|                    | Lenton Avenue, 5             |         | c1865-75    |                                                 |                                                                                                  |
|                    | Lenton Avenue, 7             |         | c1870       |                                                 |                                                                                                  |
|                    | Lenton Avenue, 9             |         | 1870–75     | Thomas Chambers Hine?                           |                                                                                                  |
| Fernleigh          | Lenton Avenue, 11            |         | c1875       |                                                 |                                                                                                  |
|                    | Lenton Avenue, 13            | —       | c1880       | Thomas Chambers Hine?                           |                                                                                                  |
|                    | Lenton Avenue, 15            | —       | c1880       | Thomas Chambers Hine?                           |                                                                                                  |
| Dundee House       | Lenton Avenue, 17            | —       | c1885       | Thomas Chambers Hine?                           |                                                                                                  |
|                    | Lenton Avenue, 19            |         | c1878-80    |                                                 |                                                                                                  |
|                    | Lenton Avenue, 21            | —       | c1878-80    |                                                 |                                                                                                  |
|                    | Lenton Avenue, 23            | —       | c1870       |                                                 |                                                                                                  |
| Arlington House    | Lenton Avenue, 25            | —       | c1875       |                                                 |                                                                                                  |
|                    | Lenton Avenue, 27            | —       | c1882-83    | Thomas Chambers Hine?                           |                                                                                                  |
|                    | Lenton Avenue,29             | —       | c1882-83    | Thomas Chambers Hine?                           |                                                                                                  |
| Graylands          | Lenton Avenue, 31            | —       | c1875       | Thomas Chambers Hine?                           |                                                                                                  |
| Newlands           | Lenton Avenue, 33            | —       | c1875       | Thomas Chambers Hine?                           |                                                                                                  |
|                    | Lenton Road, 1               | —       | 1855        | Thomas Chambers Hine                            | Grade II listed                                                                                  |
| Castle Rising      | Lenton Road, 3               | —       | 1855        | Thomas Chambers Hine                            | Grade II listed                                                                                  |
| Castle Bank        | Lenton Road, 5 and 5A        |         | 1873        | Watson Fothergill                               | Grade II listed                                                                                  |
| Fothergill House   | Lenton Road, 7               |         | 1872        | Watson Fothergill                               | Grade II listed                                                                                  |
| Estate Office      | Lenton Road, 7a              |         | 1909        | Arthur Richard Calvert                          | Grade II listed                                                                                  |
|                    | Lenton Road, 11              | —       |             | Robert Evans JP                                 | Home of Ernest Reginald Ridgway architect until 1917.                                            |
| Fairholme          | Lenton Road, 13              |         | 1861        | Thomas Chambers Hine                            | [ 8 ]                                                                                            |
|                    | Lenton Road, 15              |         | 1861        | Thomas Chambers Hine                            | [ 8 ]                                                                                            |
| Oakhyrst           | Lenton Road, 17              |         | 1861        | Thomas Chambers Hine                            | [ 8 ]                                                                                            |
|                    | Lenton Road, 19              |         | 1861        | Thomas Chambers Hine                            | [ 8 ]                                                                                            |
| Ravine House       | Lenton Road, 21              |         | 1861        | Thomas Chambers Hine                            | [ 8 ]                                                                                            |
| Rutland House      | Lenton Road, 23              |         | 1861        | Thomas Chambers Hine                            | [ 8 ]                                                                                            |
|                    | Lenton Road, 25              |         | 1858        | Thomas Chambers Hine                            | [ 8 ]                                                                                            |
| Lenton House       | Lenton Road, 27              |         | 1858        | Thomas Chambers Hine                            | [ 8 ]                                                                                            |
|                    | Lenton Road, 29              |         | 1858        | Thomas Chambers Hine                            | [ 8 ]                                                                                            |
| Leslie Villa       | Lenton Road, 31              |         | 1858        | Thomas Chambers Hine                            | [ 8 ]                                                                                            |
| Cliff House        | Lenton Road, 33              |         | 1858        | Thomas Chambers Hine                            | [ 9 ]                                                                                            |
| Gladstone House    | Lincoln Circus               |         | 1876–77     | Edwin Loverseed                                 | [ 8 ]                                                                                            |
|                    | Newcastle Circus, 2          | —       | 1870–75     |                                                 |                                                                                                  |
| Mevell House       | Newcastle Circus, 7          | —       | 1877        | Thomas Chambers Hine                            | Grade II listed                                                                                  |
| Newcastle Court    | Newcastle Circus             |         |             | Thomas Chambers Hine                            |                                                                                                  |
| Burton House       | Newcastle Circus             |         | 1875        |                                                 |                                                                                                  |
| Castlethorpe       | Newcastle Circus             |         | 1875        |                                                 |                                                                                                  |
|                    | Newcastle Drive, 1           | —       | 1856–59     | Thomas Chambers Hine                            | [ 8 ]                                                                                            |
|                    | Newcastle Drive, 3           | —       | 1856-59     | Thomas Chambers Hine                            | [ 8 ]                                                                                            |
|                    | Newcastle Drive, 5           | —       | 1856-59     | Thomas Chambers Hine                            | [ 8 ]                                                                                            |
|                    | Newcastle Drive, 7           | —       | 1856–59     | Thomas Chambers Hine                            | [ 8 ]                                                                                            |
|                    | Newcastle Drive, 9           | —       | 1856–59     | Thomas Chambers Hine                            | [ 8 ]                                                                                            |
|                    | Newcastle Drive, 11          | —       | 1856–59     | Thomas Chambers Hine                            | [ 8 ]                                                                                            |
|                    | Newcastle Drive, 13          | —       | 1856–59     | Thomas Chambers Hine                            | [ 8 ]                                                                                            |
|                    | Newcastle Drive, 15          | —       | 1878        | Albert Nelson Bromley                           | Lived in by the architect until his death in 1934                                                |
|                    | Newcastle Drive, 17          | —       | 1878        | Albert Nelson Bromley                           |                                                                                                  |
|                    | Newcastle Drive, 19          | —       | 1886        |                                                 | [ 8 ]                                                                                            |
|                    | Newcastle Drive, 21          | —       | 1884        | Albert Nelson Bromley                           | [ 10 ]                                                                                           |
|                    | Newcastle Drive, 23          | —       | 1884        | Albert Nelson Bromley                           | [ 10 ]                                                                                           |
| Glendower          | Newcastle Drive, 27          |         | 1884–85     |                                                 | For William Foster                                                                               |
|                    | Newcastle Drive, 29          | —       | 1856–59     | Thomas Chambers Hine                            | [ 8 ]                                                                                            |
|                    | Newcastle Drive, 31          | —       | 1856–59     | Thomas Chambers Hine                            | [ 8 ]                                                                                            |
|                    | Newcastle Drive, 33          | —       | 1856–59     | Thomas Chambers Hine                            | [ 8 ]                                                                                            |
|                    | Newcastle Drive, 35          | —       |             |                                                 | Home of Capt. Athelstan Popkess Chief Constable of Nottingham City Police between 1930 and 1959. |
|                    | Newcastle Drive, 37          | —       |             |                                                 |                                                                                                  |
| Walton House       | Newcastle Drive, 39          |         | 1886        | Watson Fothergill                               | Grade II listed Also known as The Priest's House                                                 |
|                    | North Road, 1                | —       |             |                                                 |                                                                                                  |
|                    | North Road, 2                | —       |             |                                                 |                                                                                                  |
|                    | North Road, 3                | —       |             |                                                 |                                                                                                  |
|                    | North Road, 5                | —       |             |                                                 |                                                                                                  |
| Yorke House        | North Road, 6                |         | 1870–80     |                                                 |                                                                                                  |
| Claremont          | North Road, 7                |         | 1872        | Thomas Chambers Hine                            | Built for George Sparrow.                                                                        |
|                    | North Road, 8                | —       |             |                                                 |                                                                                                  |
| East Lodge         | Park Row                     | —       | 1860?       | Thomas Chambers Hine                            | Grade II listed                                                                                  |
| Tower House        | Park Row, 53                 |         | 1827–33     | Peter Frederick Robinson then Watson Fothergill | Grade II listed tower added by Watson Fothergill after 1894.                                     |
|                    | Park Ravine, 2               |         |             |                                                 |                                                                                                  |
|                    | Park Terrace, 1              |         | 1827–33     | Peter Frederick Robinson                        | Grade II listed                                                                                  |
|                    | Park Terrace, 2              | —       | 1827–33     | Peter Frederick Robinson                        | Grade II listed                                                                                  |
|                    | Park Terrace, 3              | —       | 1827–33     | Peter Frederick Robinson                        | Grade II listed                                                                                  |
|                    | Park Terrace, 4              | —       | 1827–33     | Peter Frederick Robinson                        | Grade II listed                                                                                  |
|                    | Park Terrace, 5              | —       | 1827–33     | Peter Frederick Robinson                        | Grade II listed                                                                                  |
|                    | Park Terrace, 6              | —       | 1827–33     | Peter Frederick Robinson                        | Grade II listed                                                                                  |
|                    | Park Terrace, 7              | —       | 1827–33     | Peter Frederick Robinson                        | Grade II listed                                                                                  |
|                    | Park Terrace, 8              | —       | 1827–33     | Peter Frederick Robinson                        | Grade II listed                                                                                  |
|                    | Park Terrace, 9              | —       | 1827–33     | Peter Frederick Robinson                        | Grade II listed                                                                                  |
|                    | Park Terrace, 10             | —       | 1827–33     | Peter Frederick Robinson                        | Grade II listed                                                                                  |
|                    | Park Terrace, 11             | —       | 1827–33     | Peter Frederick Robinson                        | Grade II listed                                                                                  |
|                    | Park Terrace, 12             | —       | 1827–33     | Peter Frederick Robinson                        | Grade II listed                                                                                  |
|                    | Park Terrace, 14             | —       |             |                                                 |                                                                                                  |
|                    | Park Terrace, 15             | —       | 1827–33     | Peter Frederick Robinson                        | Grade II listed                                                                                  |
|                    | Park Terrace, 16             | —       | 1827–33     | Peter Frederick Robinson                        | Grade II listed                                                                                  |
|                    | Park Terrace, 17             | —       | 1827–33     | Peter Frederick Robinson                        | Grade II listed                                                                                  |
|                    | Park Terrace, 18             | —       | 1881        | Thomas Chambers Hine                            | Se Park Terrace, 19                                                                              |
|                    | Park Terrace, 19             | —       | 1881        | Thomas Chambers Hine                            | Grade II listed Originally one house, now numbers 18, 19 and 20.                                 |
|                    | Park Terrace, 20             | —       | 1881        | Thomas Chambers Hine                            | Se Park Terrace, 19                                                                              |
| Arundel House      | Park Valley, 1               |         | c1870       | Thomas Chambers Hine                            | For Stephen Wills, Lace Manufacturer                                                             |
|                    | Park Valley, 3               | —       | c1870       | Thomas Chambers Hine                            | [ 9 ]                                                                                            |
| Hollyhurst         | Park Valley, 4               |         | c1835-45    |                                                 |                                                                                                  |
|                    | Park Valley, 5               | —       | c1845-50    | Thomas Chambers Hine                            | [ 9 ]                                                                                            |
| Stuart Cottage     | Park Valley, 6               | —       | c1835-45    |                                                 |                                                                                                  |
|                    | Park Valley, 7               | —       | 1848–51     | Thomas Chambers Hine                            | Grade II listed                                                                                  |
|                    | Park Valley, 8               | —       | 1828–29     | Peter Frederick Robinson                        | Grade II listed                                                                                  |
|                    | Park Valley, 9               | —       | c1845-50    | Thomas Chambers Hine                            | [ 9 ]                                                                                            |
|                    | Park Valley, 10              |         | 1828–29     | Peter Frederick Robinson                        | Grade II listed                                                                                  |
|                    | Park Valley, 11              | —       | c1845       | Thomas Chambers Hine                            | [ 9 ]                                                                                            |
|                    | Park Valley, 13              | —       |             |                                                 |                                                                                                  |
|                    | Park Valley, 15              | —       | 1838–39     | Peter Frederick Robinson                        | Grade II listed                                                                                  |
|                    | Park Valley, 17              | —       | 1838–39     | Peter Frederick Robinson                        | Grade II listed                                                                                  |
|                    | Park Valley, 19              | —       | 1838–39     | Peter Frederick Robinson                        | Grade II listed                                                                                  |
|                    | Park Valley, 21              | —       | 1838–39     | Peter Frederick Robinson                        | Grade II listed                                                                                  |
|                    | Park Valley, 23              | —       | 1838–39     | Peter Frederick Robinson                        | Grade II listed                                                                                  |
|                    | Park Valley, 25              | —       | 1878        | Thomas Chambers Hine                            | Grade II listed                                                                                  |
|                    | Pelham Crescent, 1           | —       | c1870       | John Loverseed                                  |                                                                                                  |
|                    | Pelham Crescent, 3           | —       | c1868-72    | John Loverseed                                  |                                                                                                  |
|                    | Pelham Crescent, 5           | —       | c1868-72    | John Loverseed                                  |                                                                                                  |
|                    | Pelham Crescent, 7           | —       | c1868-70    | John Loverseed                                  |                                                                                                  |
|                    | Pelham Crescent, 9           | —       | c1868-70    | John Loverseed                                  |                                                                                                  |
|                    | Pelham Crescent, 10          | —       | c1870-75    | John Loverseed                                  |                                                                                                  |
|                    | Pelham Crescent, 11          | —       | c1868-70    | John Loverseed                                  |                                                                                                  |
|                    | Pelham Crescent, 12          | —       | c1870-75    | John Loverseed                                  |                                                                                                  |
|                    | Pelham Crescent, 13          | —       | c1868-70    | John Loverseed                                  |                                                                                                  |
|                    | Pelham Crescent, 14          | —       | c1870-75    | John Loverseed                                  |                                                                                                  |
|                    | Pelham Crescent, 15          | —       | c1871       | John Loverseed                                  |                                                                                                  |
|                    | Pelham Crescent, 16          | —       | c1870-75    | John Loverseed                                  |                                                                                                  |
|                    | Pelham Crescent, 17          | —       | c1871       | John Loverseed                                  |                                                                                                  |
|                    | Pelham Crescent, 18          | —       | c1911       |                                                 |                                                                                                  |
|                    | Pelham Crescent, 19          | —       | c1868-70    | John Loverseed                                  |                                                                                                  |
|                    | Peveril Drive, 1             | —       |             |                                                 |                                                                                                  |
|                    | Peveril Drive, 2             | —       |             |                                                 |                                                                                                  |
|                    | Peveril Drive, 3             | —       |             |                                                 |                                                                                                  |
|                    | Peveril Drive, 6             | —       |             |                                                 |                                                                                                  |
|                    | Peveril Drive, 7             | —       |             |                                                 |                                                                                                  |
|                    | Peveril Drive, 8             | —       |             |                                                 |                                                                                                  |
|                    | Peveril Drive, 10            | —       |             |                                                 |                                                                                                  |
|                    | Peveril Drive, 11            | —       |             |                                                 |                                                                                                  |
|                    | Peveril Drive, 12            | —       |             |                                                 |                                                                                                  |
| Dudley Lodge       | Peveril Drive                |         | c1889       |                                                 |                                                                                                  |
| Peveril House      | Peveril Drive                | —       |             |                                                 |                                                                                                  |
|                    | The Ropewalk, 2              | —       |             |                                                 |                                                                                                  |
|                    | The Ropewalk, 4              | —       |             |                                                 |                                                                                                  |
|                    | The Ropewalk, 6              | —       |             |                                                 |                                                                                                  |
|                    | The Ropewalk, 8              | —       |             |                                                 |                                                                                                  |
|                    | The Ropewalk, 10             | —       |             |                                                 |                                                                                                  |
|                    | The Ropewalk, 11             | —       | 1850        | Thomas Chambers Hine                            | [ 9 ]                                                                                            |
|                    | The Ropewalk, 12             | —       |             |                                                 |                                                                                                  |
|                    | The Ropewalk, 14             | —       |             |                                                 |                                                                                                  |
|                    | The Ropewalk, 16             | —       |             |                                                 |                                                                                                  |
|                    | The Ropewalk, 20             | —       |             |                                                 |                                                                                                  |
|                    | The Ropewalk,22              | —       |             |                                                 |                                                                                                  |
| The Townhouse      | The Ropewalk, 24             |         |             |                                                 |                                                                                                  |
|                    | The Ropewalk, 26             | —       |             |                                                 |                                                                                                  |
|                    | The Ropewalk, 28             |         |             |                                                 |                                                                                                  |
|                    | The Ropewalk, 30             | —       |             |                                                 |                                                                                                  |
| Oak Hill House     | The Ropewalk, 32             |         | 1827–37     | Grade II listed                                 | For Thomas Herbert, lace manufacturer                                                            |
|                    | The Ropewalk, 34             | —       | 1827–37     |                                                 | Grade II listed                                                                                  |
|                    | The Ropewalk, 36             | —       | 1827–37     |                                                 | Grade II listed                                                                                  |
|                    | The Ropewalk, 38             |         | 1827–37     |                                                 | Grade II listed                                                                                  |
|                    | The Ropewalk, 40             | —       | 1827–37     |                                                 | Grade II listed                                                                                  |
|                    | The Ropewalk, 42             | —       |             |                                                 |                                                                                                  |
|                    | The Ropewalk, 44             | —       |             |                                                 |                                                                                                  |
|                    | The Ropewalk, 46             | —       |             |                                                 |                                                                                                  |
|                    | The Ropewalk, 48             | —       |             |                                                 |                                                                                                  |
|                    | The Ropewalk, 50             | —       |             |                                                 |                                                                                                  |
|                    | The Ropewalk, 52             | —       |             |                                                 |                                                                                                  |
|                    | The Ropewalk, 54             | —       |             |                                                 |                                                                                                  |
|                    | The Ropewalk, 56             | —       |             |                                                 |                                                                                                  |
| William House      | South Road, 1                | —       | 1858        | Thomas Chambers Hine                            | Grade II listed                                                                                  |
|                    | South Road, 2                | —       |             | Thomas Chambers Hine                            |                                                                                                  |
| Ellenborough House | South Road, 3                |         | 1850s       | Extended and remodelled by Watson Fothergill    | Grade II listed Remodelled 1890 and 1897.                                                        |
|                    | South Road, 4                |         |             | Thomas Chambers Hine                            |                                                                                                  |
|                    | South Road, 5                | —       |             | Thomas Chambers Hine                            |                                                                                                  |
|                    | South Road, 6                |         |             | Thomas Chambers Hine                            |                                                                                                  |
|                    | Tattershall Drive, 1         | —       | c1875       |                                                 |                                                                                                  |
|                    | Tattershall Drive, 2         | —       | c1875       |                                                 |                                                                                                  |
|                    | Tattershall Drive, 3         | —       | c1873       |                                                 |                                                                                                  |
| St Ives            | Tattershall Drive, 4         | —       | c1890       |                                                 |                                                                                                  |
|                    | Tattershall Drive, 5         | —       | c1895       |                                                 |                                                                                                  |
|                    | Tattershall Drive, 6         | —       | c1890       |                                                 |                                                                                                  |
| Broadgate          | Western Terrace, 1           | —       | ca. 1895    |                                                 |                                                                                                  |
|                    | Western Terrace, 2           | —       | 1890        |                                                 |                                                                                                  |
|                    | Western Terrace, 3           |         | 1845–50     | Thomas Chambers Hine                            | Grade II listed                                                                                  |
|                    | Western Terrace, 4           |         | 1845–50     | Thomas Chambers Hine                            | Grade II listed                                                                                  |
|                    | Western Terrace, 5           |         | 1845–50     | Thomas Chambers Hine                            | Grade II listed                                                                                  |
|                    | Western Terrace, 6           |         | 1845–50     | Thomas Chambers Hine                            | Grade II listed                                                                                  |
|                    | Western Terrace, 7           | —       | 1844        | Thomas Chambers Hine                            | [ 43 ]                                                                                           |
|                    | Western Terrace, 8           | —       | 1844        | Thomas Chambers Hine                            | Grade II listed                                                                                  |
|                    | Western Terrace, 9           | —       | 1844        | Thomas Chambers Hine                            | Grade II listed                                                                                  |
|                    | Western Terrace, 10          | —       | 1844        | Thomas Chambers Hine                            | Grade II listed                                                                                  |
| Lincoln Villa      | Western Terrace, 11          | —       | 1840        | Peter Frederick Robinson                        | [ 8 ]                                                                                            |